# Minthe
Minthe of Menthe (Grieks: Μίνθη of Μένθη: 'munt') is een waternimf en dochter van de rivier Cocytus.

## Minthe en Hades
Minthe werd ooit verblind door de gouden strijdwagen van Hades. Hades wilde haar verleiden, toen zijn vrouw koningin Persephone optrad. Persephone veranderde haar in een plant, munt. Dit gebeurde met een andere nimf, Leuke, ook. Zij veranderde in een witte populier die aan de poel der Herinneringen in de Onderwereld kwam te staan. 